# Herrencreme

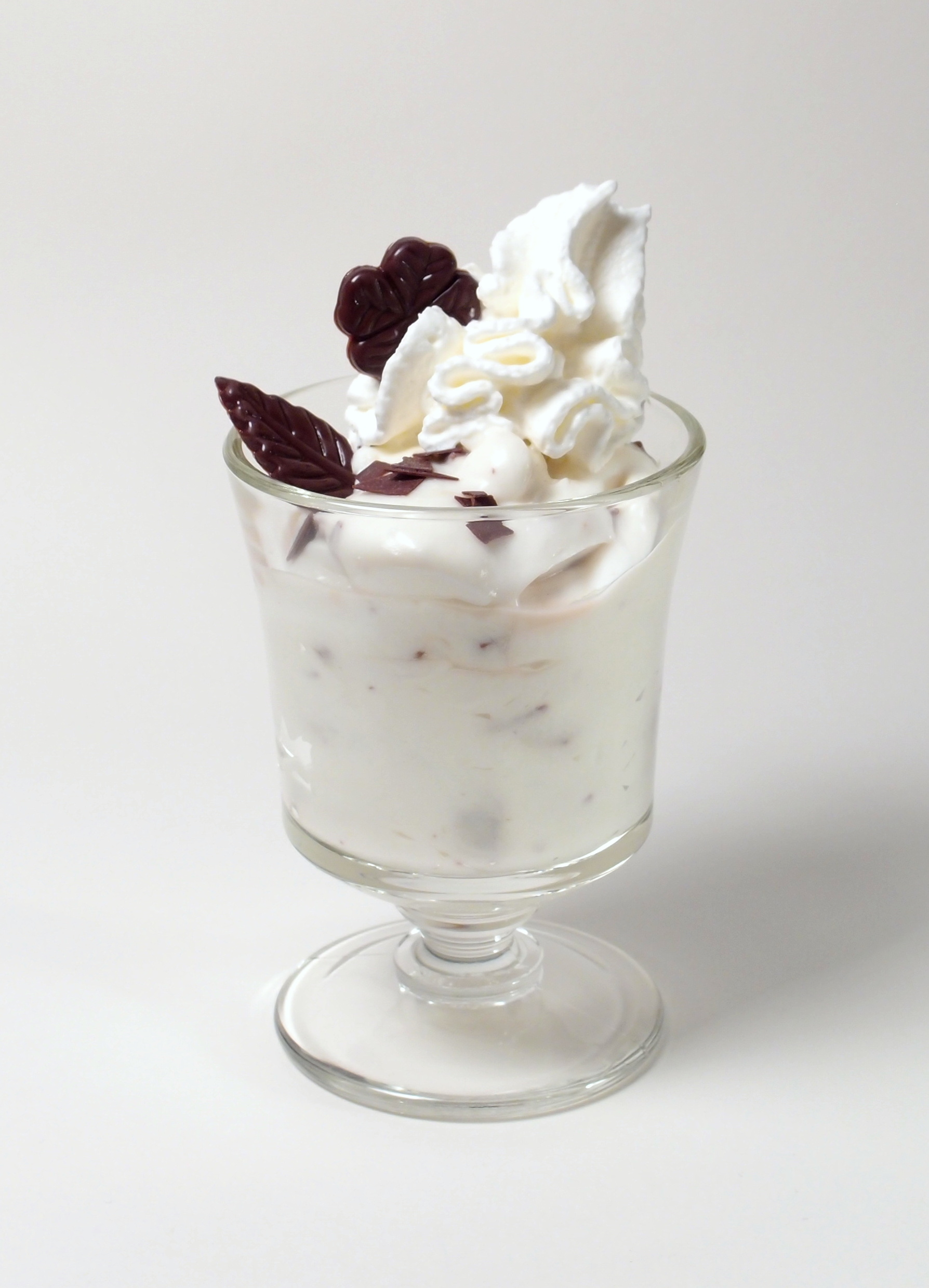
Ein Becher Herrencreme mit Schlagsahne

Herrencreme, mitunter auch (wohl angelehnt an „Herrenspeise“ zur Abgrenzung von Speisen des einfachen Volkes) Herrenspeise, ist eine münsterländische Nachspeise.

## Bestandteile
Sie besteht aus Vanillepudding mit untergehobener Sahne sowie Raspeln von Blockschokolade und einem guten Schuss Rum. Anstelle des Vanillepuddings wird bei traditioneller Herstellung mit viel Aufwand aus Eischaum die Grundmasse hergestellt. Herrencreme ist die typische Nachspeise eines traditionellen Münsterländer Hochzeitsessens oder anderer Festlichkeiten, darüber hinaus ist sie auch in anderen Teilen Nordwestdeutschlands verbreitet.